# Đường xá Sasan
Đường Sasan là hạ tầng vật chất quan trọng cho việc duy trì và phát triển Đế quốc Sasan. Rất nhiều hệ thống đường Sasan vẫn còn chưa được biết đến do có ít các cuộc khảo cổ được vận động. Những gì có thể suy ra được chủ yếu đến từ công việc của các nhà địa lý Hồi giáo sau này, chẳng hạn như Ibn Khordadbeh, người lại dựa vào thông tin do các thương nhân cung cấp. Con đường Sasan chính bắt đầu từ Lưỡng Hà. Một tuyến đường phía bắc đi qua Hatra và Nahavand hướng về Khorasan, Tokharistan và Transoxania. Một con đường phía bắc khác dẫn đến Armenia và Lazica thông qua Adurbadagan. Một con đường phía nam đi qua Dehloran và Susangerd hướng về Khuzestan trước khi cuối cùng đến Pars bằng cách đi theo một con đường ven biển dọc theo Vịnh Ba Tư. Tất cả các con đường của Đế chế Sasan đều được phục vụ bởi các trạm thu phí, thuế hàng hóa thương mại, và dịch vụ cũng được cung cấp cho những người du hành, mặc dù nhà sử học Khodadad Rezakhani lưu ý rằng "mức độ của chúng không rõ ràng từ góc độ khảo cổ học".